# Olivklubbspindel
Olivklubbspindel (Agyneta olivacea) är en spindelart som först beskrevs av James Henry Emerton 1882.  Olivklubbspindel ingår i släktet Agyneta och familjen täckvävarspindlar. Arten är reproducerande i Sverige. Inga underarter finns listade i Catalogue of Life.